# Ладинка (приток Десны)
Ладинка (укр. Ладинка) — левый приток Десны, протекающий по Черниговскому району (Черниговская область, Украина); один из многочисленных рукавов Десны, образованный вследствие русловых процессов: русловая многорукавность.

## География
Длина — 4,4 км. Бассейн — н/д км². 
Русло сильно-извилистое с крутыми поворотами (меандрированное) — старое русло реки Десна. Долина реки сливается с долиной Десны. Водотоком связывается с озером Большая Колтобь. В верхнем течении русло пересыхает.
Река берёт начало, ответвляюсь от русла Десны, севернее села Ладинка. Река течёт на юго-запад. Впадает в Десну (на 161-км от её устья) западнее села Ладинка.
Пойма частично занята заболоченными участками с лугами и кустарниками, лесами (лесополосами).
Нет крупных притоков, впадают небольшие ручьи.
Населённые пункты на реке (от истока к устью): Ладинка